# Де Смит (Јужна Дакота)
Де Смит (енгл. De Smet) град је у америчкој савезној држави Јужна Дакота.

## Демографија
По попису из 2010. године број становника је 1.089, што је 75 (-6,4%) становника мање него 2000. године.
| Група             | 2000.         | 2010.         |
| Белци             | 1.137 (97,7%) | 1.071 (98,3%) |
| Афроамериканци    | 0 (0,0%)      | 1 (0,1%)      |
| Азијати           | 1 (0,1%)      | 1 (0,1%)      |
| Хиспаноамериканци | 8 (0,7%)      | 5 (0,5%)      |
| Укупно            | 1.164         | 1.089         |